# Charles Palmer-Buckle
Gabriel Charles Palmer-Buckle (ur. 15 czerwca 1950 w Axim) – ghański duchowny katolicki, arcybiskup Cape Coast od 2018.

## Życiorys
Święcenia kapłańskie przyjął 12 grudnia 1976 roku.

## Episkopat
6 lipca 1992 roku został mianowany biskupem diecezji Koforidua. Sakry biskupiej udzielił mu 6 stycznia 1993 roku papież Jan Paweł II.
30 marca 2005 roku został mianowany ordynariuszem archidiecezji Akra. 
11 maja 2018 papież Franciszek mianował go arcybiskupem metropolitą Cape Coast.
Od 2016 jest wiceprzewodniczącym Konferencji Biskupów Ghany.